# 張美玉
張美玉（?—?），江西省九江府德化縣人，清朝政治人物、進士出身。
光緒二十四年（1898年），参加光緒戊戌科殿試，登進士二甲115名。同年五月，以主事分部学习。